# Лагуна (Нью-Мексико)
Лагуна (англ. Laguna) — переписна місцевість (CDP), індіанське пуебло народності керіс в США, в окрузі Сібола штату Нью-Мексико. Населення — 1282 особи (2020).

## Географія
Лагуна розташована за координатами 35°3′33″ пн. ш. 107°25′3″ зх. д. / 35.05917° пн. ш. 107.41750° зх. д. (35.059055, -107.417398).  За даними Бюро перепису населення США в 2010 році переписна місцевість мала площу 28,34 км², з яких 28,34 км² — суходіл та 0,01 км² — водойми.

## Демографія
Згідно з переписом 2010 року, у переписній місцевості мешкала 1241 особа в 355 домогосподарствах у складі 281 родини. Густота населення становила 44 особи/км².  Було 400 помешкань (14/км²).
Расовий склад населення:
| - 97,1 % — корінних американців - 1,3 % — білих |

До двох чи більше рас належало 1,4 %. Частка іспаномовних становила 5,2 % від усіх жителів.
За віковим діапазоном населення розподілялося таким чином: 28,8 % — особи молодші 18 років, 61,2 % — особи у віці 18—64 років, 10,0 % — особи у віці 65 років та старші. Медіана віку мешканця становила 32,3 року. На 100 осіб жіночої статі у переписній місцевості припадало 100,8 чоловіків;  на 100 жінок у віці від 18 років та старших — 98,4 чоловіків також старших 18 років.
Середній дохід на одне домашнє господарство  становив 37 622 долари США (медіана — 32 760), а середній дохід на одну сім'ю — 44 474 долари (медіана — 47 574). Медіана доходів становила 25 481 долар для чоловіків та 26 012 долари для жінок. За межею бідності перебувало 34,5 % осіб, у тому числі 53,7 % дітей у віці до 18 років та 22,7 % осіб у віці 65 років та старших.
Цивільне працевлаштоване населення становило 489 осіб. Основні галузі зайнятості: освіта, охорона здоров'я та соціальна допомога — 28,0 %, мистецтво, розваги та відпочинок — 25,4 %, публічна адміністрація — 20,4 %.